# ننی مک‌فی و بیگ بنگ
ننی مکفی و بیگ بنگ (انگلیسی: Nanny McPhee and the Big Bang) که در کانادا و ایالات متحده آمریکا با عنوان ننی مکفی بازمی‌گردد اکران شد، فیلمی در ژانر فانتزی به کارگردانی سوزانا وایت است که در سال ۲۰۱۰ منتشر شد. این فیلم دنباله فیلم ننی مک‌فی است.
دوبله فارسی این فیلم با عنوان «بازگشت دایه مکفی» از شبکه نمایش پخش شد.

## بازیگران
- ریس ایفانز
- مگی جیلنهال
- ایسا باترفیلد
- یوان مک‌گرگور
- مگی اسمیت
- بیل بیلی
- اما تامسون
- رالف فاینس
- دنیل میز